# Otto Königsberger

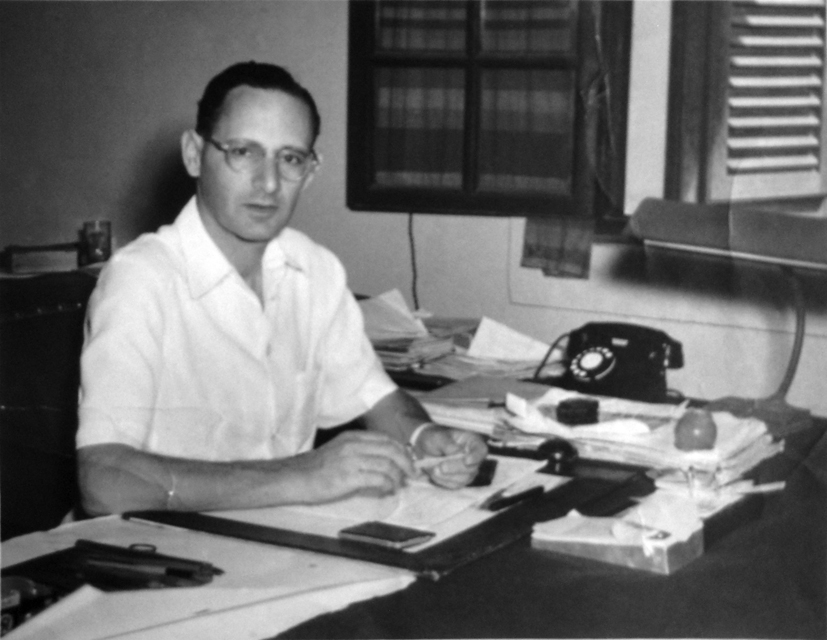
Otto Königsberger

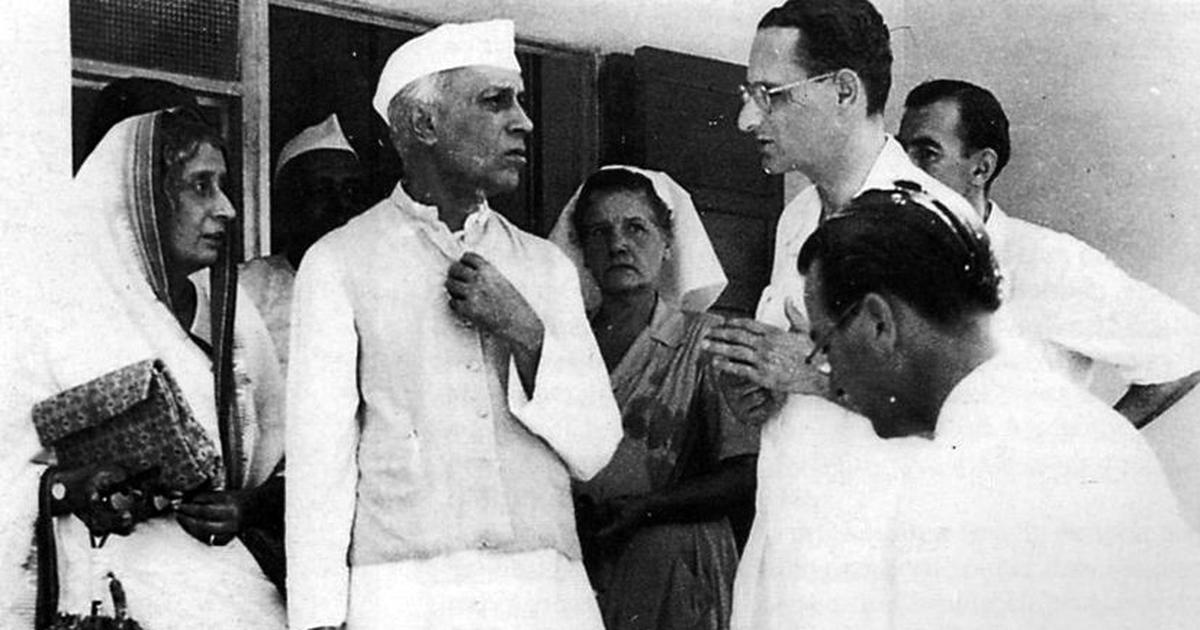
Otto Königsberger mit Jawaharlal Nehru

Otto Königsberger (* 13. Oktober 1908 in Berlin; † 3. Januar 1999 in London) war ein deutschstämmiger britischer Architekt, Städteplaner und Hochschullehrer. Er war der Wegbereiter des Wohn- und Siedlungswesens in Entwicklungsländern, ein Berater der Vereinten Nationen und weltweit von Regierungen in Entwicklungsfragen. Sein Handbuch Manual of Tropical Housing and Building (1974) gilt bis heute als Grundlagen- und Standardwerk.

## Familie
Seine Eltern waren der Architekt Georg Felix Königsberger (1873–1932) aus Leobschütz und Katharina Mathilde (Käthe; 1884–1953), eine Tochter des Gustav Born. Seine Geschwister waren Elisabeth und Helmut Georg Koenigsberger.
1957 heiratete er Renate, eine Tochter von Wolfgang Born.

## Leben
Otto Königsberger wuchs in Berlin auf. Er schloss sein Architekturstudium bei Hans Poelzig an der Technischen Hochschule Berlin 1931 ab. 1933 erhielt er für seinen Entwurf „Olympiastadion Berlin“ die Schinkelpreis-Auszeichnung. Im gleichen Jahr wurde er aufgrund des Gesetzes zur Wiederherstellung des Berufsbeamtentums als Baureferendar aus dem preußischen Staatsdienst entlassen. Daraufhin flüchtete er aus Deutschland nach Kairo, Ägypten. Dort forschte er von 1933 bis 1939 gemeinsam mit Ludwig Borchardt, dem vormaligen Direktor des Deutschen Archäologischen Instituts Kairo, am Schweizer Institut der Geschichte der ägyptischen Architektur und promovierte 1935 über das Thema „Konstruktion der ägyptischen Tür“.
1939 wurde Königsberger auf Empfehlung seines Onkels Max Born, dessen Buch The Restless Universe (1935) er illustriert hatte, und dessen indischen Freunds C. V. Raman, der im Auftrag von Diwan Mirza Ismail einen befähigten Architekten suchte, Chefarchitekt und -planer im südindischen Staat Mysore. Dort baute er öffentliche Gebäude für das Indian Institute of Science (1943–1944), das Tata Institute of Fundamental Research (TIFR) in Bombay (Mumbai), einen Busbahnhof, das Serum-Institut, die Victory Hall (1946, später: Stadthalle) in Bangalore und entwickelte Stadtplanungen für Bhubaneswar und Jamshedpur nach den Vorstellungen von Jehangir Ratanji Dadabhoy Tata. In Bangalore tauschte er sich mit dem Garten- und Landschaftsarchitekten Gustav Hermann Krumbiegel aus.
Mit der Unabhängigkeit Indiens 1948 holte Pandit Nehru Königsberger als Leiter für Wohnungsbau in das Gesundheitsministerium mit der Aufgabe, für die durch die Teilung Indiens Vertriebenen Siedlungen und Wohnungen zu schaffen. Er plante neue Städte und Siedlungen wie Faridabad, Nilokheri und Gandhidham.
1951 ging Königsberger nach Großbritannien. Er unterrichtete zunächst an der Schule für Hygiene und Tropische Medizin in London. Von 1954 bis 1956 war er Mitglied der UN-Mission für Planung und Wohnungsbau in Ghana. Von 1957 bis 1972 leitete er in der Nachfolge von Maxwell Fry das Department of Development and Tropical Studies an der Architectural Association School of Architecture London. 1972 gründete er am University College London in der Bartlett School of Planning die Development Planning Unit (dpu). Er leitete die dpu bis 1976 und lehrte dort als Professor bis zu seinem Ruhestand 1978 das Planen und Bauen in Entwicklungsländern, insbesondere zu Wohnungs- und Verstädterungsfragen, zusammen mit Nigel Harris, Louis Wassenhoven, Michael Safier, Jaya Appalraju, Ronaldo Ramirez, Patrick Wakely, Hartmut Schmetzer (1941–2004) u. a. wie dem Anthropologen Kenneth Colin Rosser (1926–2012), der ab 1976 als Direktor mit den Kollegen der dpu half, das International Centre for Integrated Mountain Development aufzubauen. Bis 1978 war Königsberger Herausgeber der Zeitschrift „Habitat“. Nach seinem Tod am 3. Januar 1999 in London wurde Königsberger im Golders Green Crematorium eingeäschert, wo sich auch seine Asche befindet.

## Bedeutung
Königsberger machte die Moderne Architektur in Indien mit dem Neuen Bauen bekannt. Er erforschte die Bedingungen eines bewährten, örtlichen, klimagerechten Siedelns und Bauens, das sich vor allem an natürlichen, bewährten regionalen Bauweisen und weniger an globalisierten Architekturmoden ausrichtete. Er erarbeitete mit Carl Mahoney und John Martin Evans die O’Mahoney tables, das sind Klimadaten und Referenztabellen als Grundlage für ein klimagerechtes Bauen, die die UN-Abteilung für wirtschaftliche und soziale Angelegenheiten 1971 veröffentlichte. Mit seiner Methode eines informellen action planning erfasste und beseitigte er die Ursachen von städtebaulichen Missständen, anstatt modernistische europäische Vorstellungen von Stadtplanung als formale Ansprüche (Masterplan) willkürlich auf Asien und Afrika zu übertragen. filtering down process nannte Königsberger sein empirisches Modell von Planungsstrategien zur nachhaltigen Entwicklung auf der Grundlage eines Weiterverwertens von Rohstoffen und Gütern informeller Wirtschaft.

## Ehrungen
- 1979 verlieh die Universität Stuttgart Königsberger die Ehrendoktorwürde
- 1989 wurde Königsberger zusammen mit Hassan Fathy, Lauchlin Bernard Currie und Habitat for Humanity mit dem renommierten UN Habitat Scroll of Honour geehrt, den die Vereinten Nationen (UN) seit 1989 für außergewöhnliche Leistungen des Städte- und Wohnungsbaus verleihen (Programm der Vereinten Nationen für menschliche Siedlungen)
- Seit 1989 vergibt das University College London das Otto Königsberger Stipendium für Stadtplanung an junge Architekten und Stadtplaner aus außereuropäischen Ländern.[15]

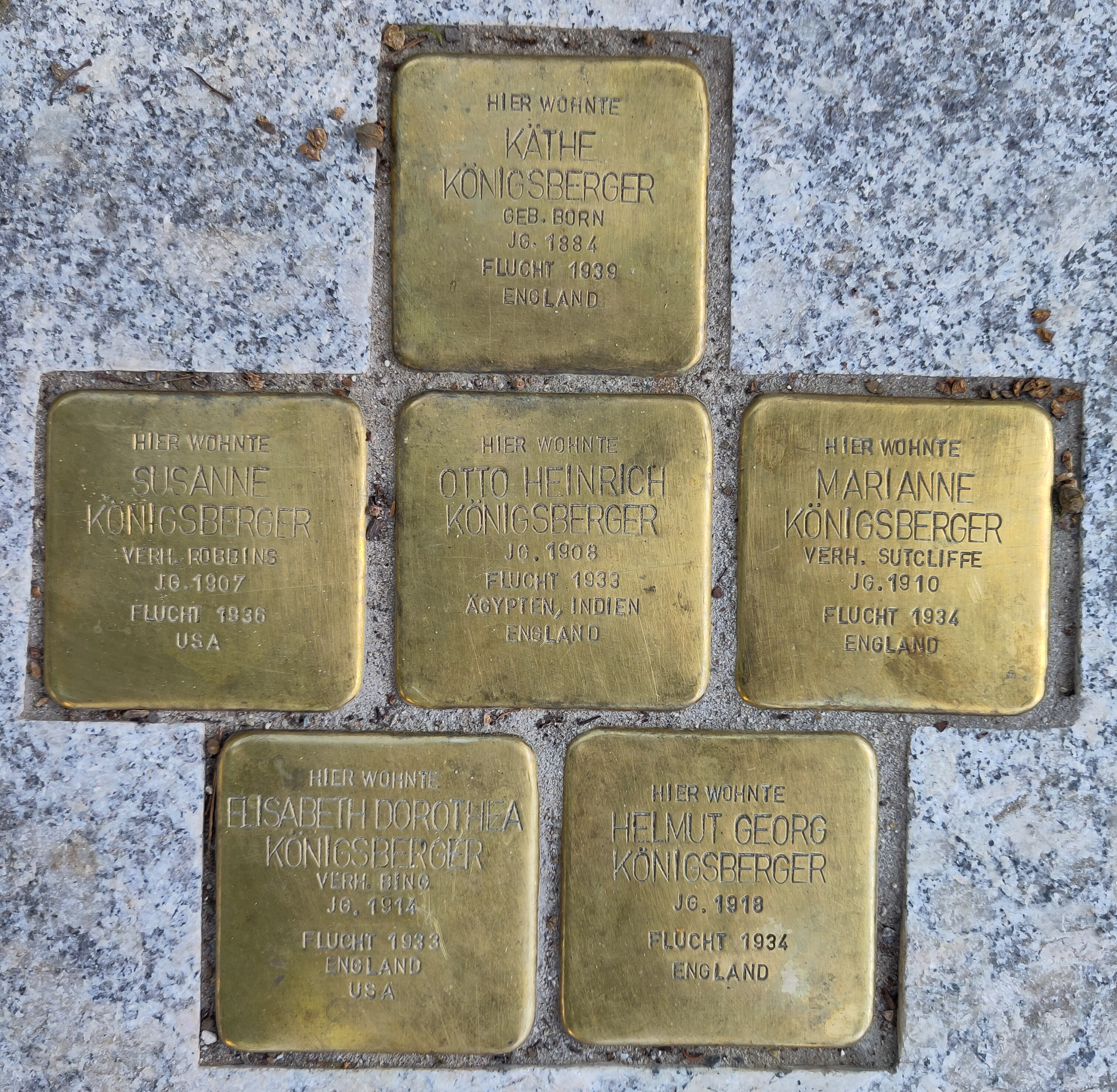
Stolpersteine für die Familie Königsberger

## Gedenken
Am 23. Juni 2024 wurden am früheren Wohnort der Familie Königsberger in Berlin-Grünau, Regattastraße 155 (ehemals Friedrichstraße 40) im Rahmen der 275-Jahr-Feier Grünaus 6 Stolpersteine verlegt und eine Gedenkstele eingeweiht.